# Федорівка (Костянтинівська міська громада)
Фе́дорівка — село Костянтинівської міської громади Краматорського району Донецької області.

## Загальні відомості
Відстань до центру громади становить близько 22км і проходить автошляхом місцевого значення.
Біля Федорівки розташована геологічна пам'ятка природи місцевого значення Крейдяні Білокузьминівські скелі.
Село розташовується на річці Біленька.

## Історична довідка
Територія сучасного села Федорівка складаєть з територій колішніх хуторів Федорівський та частково хутора Горбаконова, першою згадкою про останній є мапа від 1868 року, де вже нанесено поселення, що має назву Горбакона.
Перший запис – від 1862 року, коли селян, всіх хуторів Грузьких та околиць села Горбаконівка в кількості 100 осіб, заселили на один хутір Грузький (колишній Ізноскова). Нове поселення отримало назву Миколаївка-Грузька.
На початку 1890-х років землю в районі села Білокузьминівка купують німецькі колоністи-меноніти та засновують тут хутори Федорівський і Сухий. Краєзнавець Віктор Іванов переконаний, що хутір Федорівський це сучасне село Федорівка.
Хутір Федорівський розташовувався на ділянці 22/11, а на сусідній 22/10 був зареєстрований хутір Сухий, власника Дітріха Левена, якому належало 595,9 десятин землі.
На мапі 1920-х років найближчим до Федорівки є хутір Майський, який розташовується в місці, де балка Сухий Яр впадає в річку Біленьку.
В документах Генерального та Спеціального розмежування по Бахмутському повіту Катеринославської губернії, у другій частині опису № 112 є запис про Федорівський хутір селян власників Вільгельма Діка та інших. Згідно з межуванням від 1896 року за хутором значилось 708,2 десятин землі. Ці дані записані до реєстру в травні 1901 року.
Вільгельм Дік також значився як власник поселення Кіндратівка колонії Борисівка. Wilhelm Dyck (30.11.1846 – 10.02.1912) був головним проповідником у Кіндратівці. Під його керівництвом купувалися землі для колонії Борисово та для хутора Федорівський. Найімовірніше хутір був заснований 1893 року, що підтверджує свідоцтво про народження Wiebe Henry P. (13. 05. 1894 Federovka, Naumenko). Як менонітська колонія Федорівка проіснувала від 1893 до 1901 року.
В селі меноніти збудували школу. 1901 року громада Mennonitische Geschichte und Ahnenforschung вирішує продати всі землі та роз'їхатися. Продажем займався маклер на прізвище Ришкін, який продав цю ділянку іншим німцям колоністам (ймовірно лютеранам).
1926 року колонія Федорівка підпорядкувалась новоствореній Марківській сільській раді, куди також входили хутори: Маркове, Майський, Модестовка, Ново-Марківський, Ново-Миколаївський.
В колонії на той час проживало 128 мешканців (60 чоловіків та 68 жінок), з яких 108 були німцями, решта 20 – українці.
Поселення Горбакона трансформується у хутір Горбаконівка, і 1926 року підпорядкувався Семенівський сільській раді Краматорського району. На хуторі Горбаконівка проживало 273 мешканця (134 чоловіка та 139 жінок), станом на 1926 рік всі були українцями.
“Восени 1941 року мешканці німецької національності були депортовані до Сибіру та Казахстану. Східніше села Федорівка розташовувався хутір Модестовка. 1930 року сюди були депортовані з Кіндратівки, так звані большевиками, “кулаки”. За рік більшість з них були виселені до Сибіру, і лише одиниці, в основному діти, змогли повернутися в Кіндратівку.”
З прізвищ мешканців Федорівки (Пельц, Ріхтер, Пауль) більшість вироків, згідно з національним банком репресованих, засуджували німців до розстрілу.
1936 року колонія Федорівка підпорядковувалась Марківській сільській раді разом із селом Маркове та хуторами Бугаївка, Майський, Модестовка, Ново-Марківка, Ново-Миколаївка.
13 серпня 1954 року назва Горбаконівка зустрічається у документах вже із трансформованою назвою – Горбоконівка.
26 квітня 1978 року село Горбоконівка вже у підпорядкуванні Віролюбовскої сільської ради виключають з адміністративного обліку як населений пункт, що перестав існувати, а його мешканців приписують до села Федорівка.
На топографічній мапі 1981 року все ще нанесено село Горбоконівка із приміткою “не населене”.

## Населення
За даними перепису 2001 року населення села становило 39 осіб, із них 82,05 % зазначили рідною мову українську та 17,95 % — російську.

## Вулиці
В селі лише дві вулиці: Федорова та Дачна.